# Partido Democrático (Hong Kong)
El Partido Democrático (pinyin: 民主黨; DP) es un partido político liberal de centro-izquierda hongkonés establecido en 1994. Presidido por el legislador Wu Chi-wai, es actualmente el tercer partido más grande en el Consejo Legislativo de Hong Kong, con siete escaños y 91 consejeros de distrito. También es el mayor partido prodemocrático de la legislatura.
El partido fue fundado en 1994 como una fusión de los Demócratas Unidos de Hong Kong (UDHK) y el Punto de Encuentro (MP). Fundado en 1990, los Demócratas Unidos se convirtieron en el partido más grande en los últimos años de la legislatura colonial, ganando una aplastante victoria en la primera elección directa dirigidos por Martin Lee en 1991. El UDHK y el MP se fusionaron más tarde con el Partido Demócrata para consolidar aún más el bloque prodemocracia. Debido a su surgimiento del apoyo a las protestas de Tiananmen de 1989 y a su oposición a la sangrienta represión de Pekín y a la exigencia de que se pusiera fin al dominio de un solo partido del Partido Comunista de China (PCCh), las autoridades de Pekín lo consideraron durante mucho tiempo como "traidores".
El Partido Demócrata se convirtió en el partido más grande de la primera legislatura plenamente elegida tras ganar otra victoria en las elecciones al Consejo Legislativo de 1995 y mantuvo el estatus de partido más grande y el principal partido a favor de la democracia, a pesar de su largo declive en las primeras décadas del período de la RAE debido a las luchas entre las facciones del partido y a la naturaleza divisoria del sistema de representación proporcional después de la entrega. En las elecciones de 2004, el partido perdió su condición de partido más importante frente a su principal rival pro Pekín, la Alianza Democrática para el Mejoramiento de Hong Kong (DAB), y se enfrentó a la competencia de los nuevos activistas y grupos prodemocráticos surgidos de la manifestación prodemocrática a gran escala de 2003.
El Partido Demócrata es considerado moderado en el campo pan-democracia. En 2010, llegó a un acuerdo decisivo con el gobierno de Pekín sobre la propuesta de reforma constitucional, que provocó el descontento de sus aliados pandemócratas y una escisión dentro del campo. En 2012, el partido sufrió el peor resultado de su historia, conservando solo seis escaños, además de otros dos obtenidos mediante los "super miembros" cuya elección fue creada a propuesta suya. El partido se recuperó al aumentar su número de escaños a siete en las elecciones de 2016 después de que tres veteranos, Emily Lau, Albert Ho y Sin Chung-kai dimitieran para dar paso a los miembros más jóvenes del partido. La elección del Consejo de Distrito de 2019, en la que obtuvo 91 escaños y se convirtió simultáneamente en el partido más grande, fue un nuevo éxito electoral.